# Il figlio della notte
Il figlio della notte (Darker Than You Think), edito anche come Il signore delle tenebre, è un romanzo fantastico scritto dallo statunitense Jack Williamson e pubblicato nel 1948.
Una prima e più ridotta edizione del libro era già apparsa nel 1940, sulle pagine della rivista Unknown.
Il figlio della notte è da molti considerato come il capolavoro di Williamson, autore che ottenne il successo scrivendo space opera, ma che in questo caso si sofferma su atmosfere misteriose e su elementi sovrannaturali intrecciati a connotazioni scientifiche.
La prima traduzione italiana, ad opera di Giorgio Monicelli con lo pseudonimo di Tom Arno, fu pubblicata il 20 novembre del 1952, nel quarto numero di Urania.

## Trama
(April Bell, dal capitolo 20)
Un giornalista squattrinato viene coinvolto in quella che sembra essere una serie di morti tragiche, quelli che paiono all'inizio sogni diventano realtà, fino a scoprire di essere il discendente di un'antica stirpe di stregoni-mannari, già sconfitti dagli uomini nella preistoria, e impegnati tramite accoppiamenti selettivi a ricreare il più puro e potente dei loro, il figlio della notte, del titolo italiano.

## Accoglienza
La recensione di Catherine Crook de Camp per Astounding ha elogiato il romanzo come "una fantasia eccezionale [con] un eccellente design della trama, azione in rapido movimento e suspense che esplode in un orrore ad alta tensione."
Brian W. Aldiss e David Wingrove hanno scelto Il figlio della notte come "il miglior romanzo di Williamson", dichiarando che "è ben elaborato, pieno di autentica suspense ed eccitazione, e innescato da un buon senso del male. I personaggi, sebbene ovvi, sono chiaramente delineati, ma il principale vantaggio del romanzo è che è pieno del piacere della vita selvaggia, del correre libero nel buio, delle foreste, del fianco della montagna e dei profumi della brezza."
R. D. Mullen descrisse il romanzo come "il primo serio sforzo di Williamson per trascendere i limiti della fantascienza" e notò che, come i romanzi tradizionali contemporanei, "combina le fantasie delle nostre superstizioni più oscure con le rivelazioni della psicoanalisi."
Robert Weinberg ha incluso Il figlio della notte nella sua lista di romanzi horror chiave, affermando che il libro era "pieno di immagini oscure e potenti" e che "rimane il romanzo definitivo dei lupi mannari".

## Sequel
Un racconto sequel scritto da Poul Anderson ed intitolato Inside Passage è stato pubblicato nel 1996 in The Williamson Effect, in un'antologia di tributi a Williamson.

## Influenze e ammiratori
La storia attrasse particolarmente lo scienziato missilistico ed occultista Jack Parsons. Già Pattuglia solare di Williamson aveva influenzato le sue idee riguardo alla sua prima occupazione, mentre fu Il figlio della notte che influenzò le sue esperienze con la seconda:
...
La descrizione della storia di una donna dai capelli rossi che cavalcava una grande bestia ricordava la mitologia personale di Crowley, e la storia di Will Barbee sembra aver catturato l'immaginazione di Parsons perché risuonava con il suo fervore risveglio per l'OTO.»
Neil Gaiman ha affermato di essere un fan del libro.

## Edizioni
- Jack Williamson, Il figlio della notte, traduzione di Tom Arno, collana Urania n.4, Arnoldo Mondadori Editore, 1952.
- Jack Williamson, Il figlio della notte, collana Urania n.342, Arnoldo Mondadori Editore, 1964.
- Jack Williamson, Il figlio della notte, traduzione di Ugo Malaguti, collana I Classici della Fantascienza n.6, Libra Editrice, 1972.
- Jack Williamson, Il figlio della notte, traduzione di Tom Arno, collana Oscar n.700, Arnoldo Mondadori Editore, 1976.
- Jack Williamson, Il figlio della notte, traduzione di Tom Arno, collana Classici Urania n.71, Arnoldo Mondadori Editore, 1983.
- Jack Williamson, Il signore delle tenebre, traduzione di Ugo Malaguti, collana I Maestri del Fantastico n.2, Fanucci Editore, 1989.
- Jack Williamson, Il figlio della notte, traduzione di Giorgio Monicelli (revisione di Dario Rivarossa), collana Urania Collezione 048, Arnoldo Mondadori Editore, gennaio 2007,  p. 330.